# Ян Люцзин
Ян Люцзин (піньїнь: Yang Liujing) (нар. 22 серпня 1998) — китайська легкоатлетка, яка спеціалузіється в спортивній ходьбі.
На чемпіонаті світу-2019 спортсменка здобула «бронзу» на 20-кілометровій дистанції ходьби.